# Виноград справжній
Виноград справжній, виноград звичайний (Vitis vinifera) — вид багаторічних чагарникових ліан з роду виноград родини виноградні.
Назву Vitis vinifera, дану винограду римлянами, збережено ботаніками.
Виноград культурний росте у помірних та субтропічних регіонах, широко культивується в багатьох країнах усіх континентів.
У дикому вигляді виноград культурний невідомий. Вчені встановили, що його сорти походять від дикорослого Євразійського виду — винограду лісового, який зростає по всьому північному узбережжю Середземного моря, в Україні (Карпати, Крим), у Молдові, у європейській частині Росії (східне узбережжя Чорного моря), на Кавказі (всі райони), у Середній Азії (Гірничо-Туркменський район).
Сучасний культурний виноград відрізняється від усіх диких домінуванням переважно двостатевих квіток, є вітроопилюваною, комахозапилюваною та самозапилюваною рослиною. Встановлено навіть клейстогамні (запилення при закритій квітці) форми винограду.

## Розмноження
Виноград розмножують практично всіма відомими способами — як насінням, так і вегетативно — живцями, відводками, щепленням.

## Використання та застосування

### Харчове
Використовуються плоди винограду для їжі у свіжому вигляді і для переробки на родзинки, виноградний сік, вино, варення, маринади, компоти, різні напої (алкогольні та безалкогольні), а також оцет.

### Лікарське
З лікувальною метою використовуються ягоди, корінці та листя.

## Сорти винограду
- Мускат — група сортів винограду з сильним характерним («Мускатним») ароматом ягоди, що нагадує мускус.
- Рислінг — білий сорт винограду, а також сорт вина, що виготовляється з нього.
- Фетяска — технічний сорт винограду і вино з цього сорту.

Сучасний культивований культурний виноград можна розділити на столові та винні (технічні) сорти. У світі налічується понад 8000 сортів винограду.

## Історія
Ніхто достовірно не знає, коли і де саме людина стала вирощувати виноград. За археологічним джерелам вчені вважають, що в Стародавньому Єгипті виноградарство виникло за 6000 років до нашої ери. На бенкетах стародавніх єгиптян поруч з багатьма стравами подавалися також різні сорти вина та пива. У часи фараонів виноградники простягалися вгору за течією Нілу до порогів.
Сусідні з Єгиптом країни не залишили настільки древніх археологічних джерел, але і в них, зокрема, згадується, що під час будівлі храму Соломона робочим було видано 20 000 бат вина. Це служить доказом того, що за майже 1000 років до н. е. у Середземномор'ї існувало виноробство.

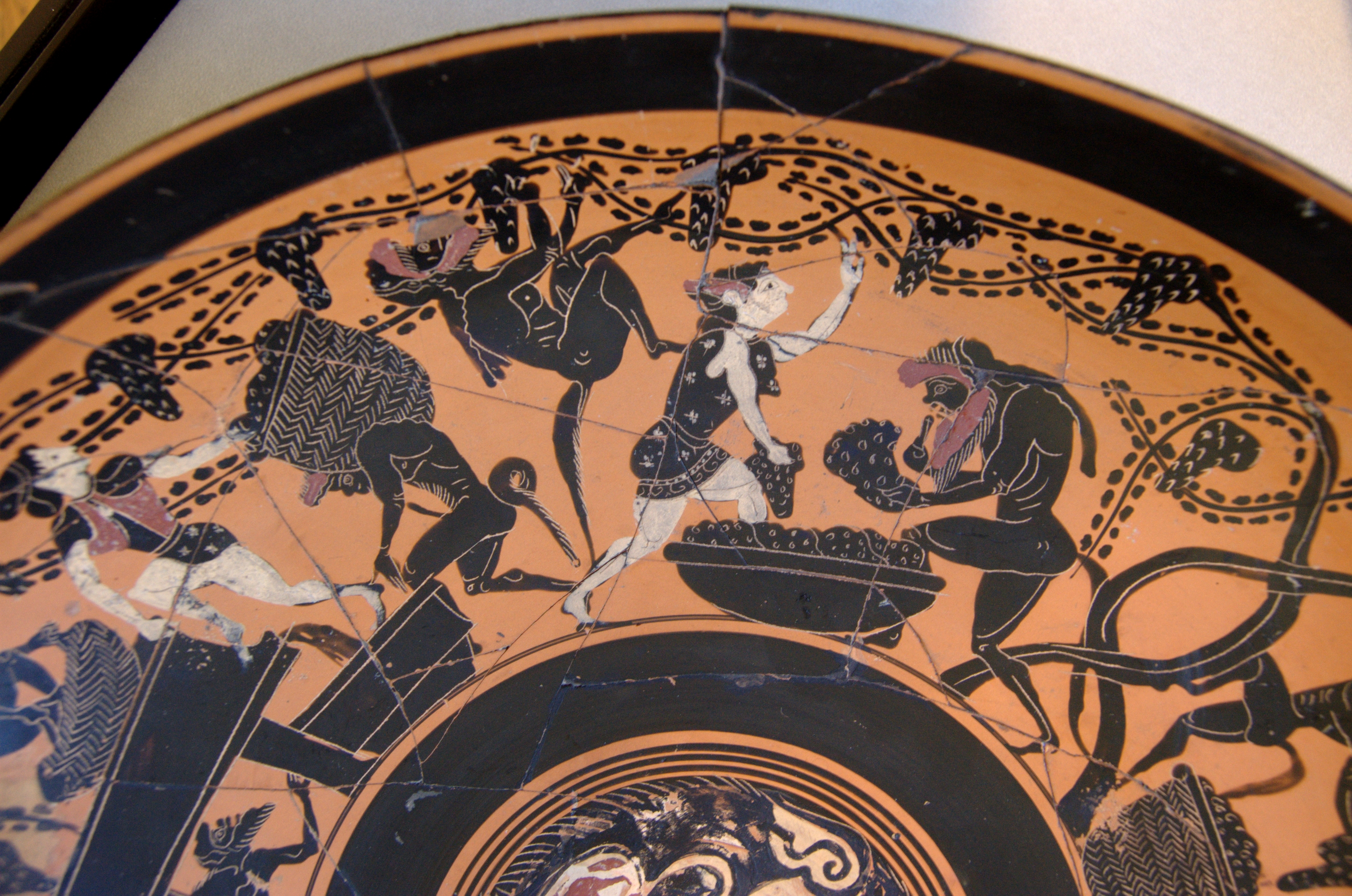
Збір врожаю сатирами та менадами (Аттична чорнофігурна ваза, VI ст. до н. е., Національна бібліотека, Париж)

Особливо виноградарство було розвинене у Стародавній Греції. У грецькій літературі часто говориться про вино, зокрема, в «Одіссеї» Гомера багато віршів, у який згадане вино. На щиті Ахіллеса майстерний Гефест серед інших зображень із золота зробив «чудовий великий виноградник, солодким плодом обтяжений», «висіли в ньому чорні грона».
Які тоді вирощувалися сорти — нині це невідомо, але те, що це була окультурена виноградна лоза, не викликає сумнівів.

## Протипоказання
При вживанні ягід винограду та продуктів виноградарства слід враховувати: виноград не рекомендується приймати при ожирінні, виразці (у період загострення), цукровому діабеті, хронічних гнійних процесах у легенях, при серцевій недостатності, що супроводжується вираженою гіпертонією та набряками, при посиленні процесів бродіння у кишці та коліті, який супроводжується проносом.
Не варто забувати, що виноград, потрапляючи на каріозні зуби, посилює їх руйнування. Для оберігання зубів від псування рекомендується після кожного прийому винограду або родзинок ретельно прополоскати рот великою кількістю розчину харчової соди.

## В астрономії
На честь винограду культурного названо астероїд 759 Вініфера, відкритий 1913 року німецьким астрономом Францом Кайзером, предки якого займалися вирощуванням винограду.

## Галерея

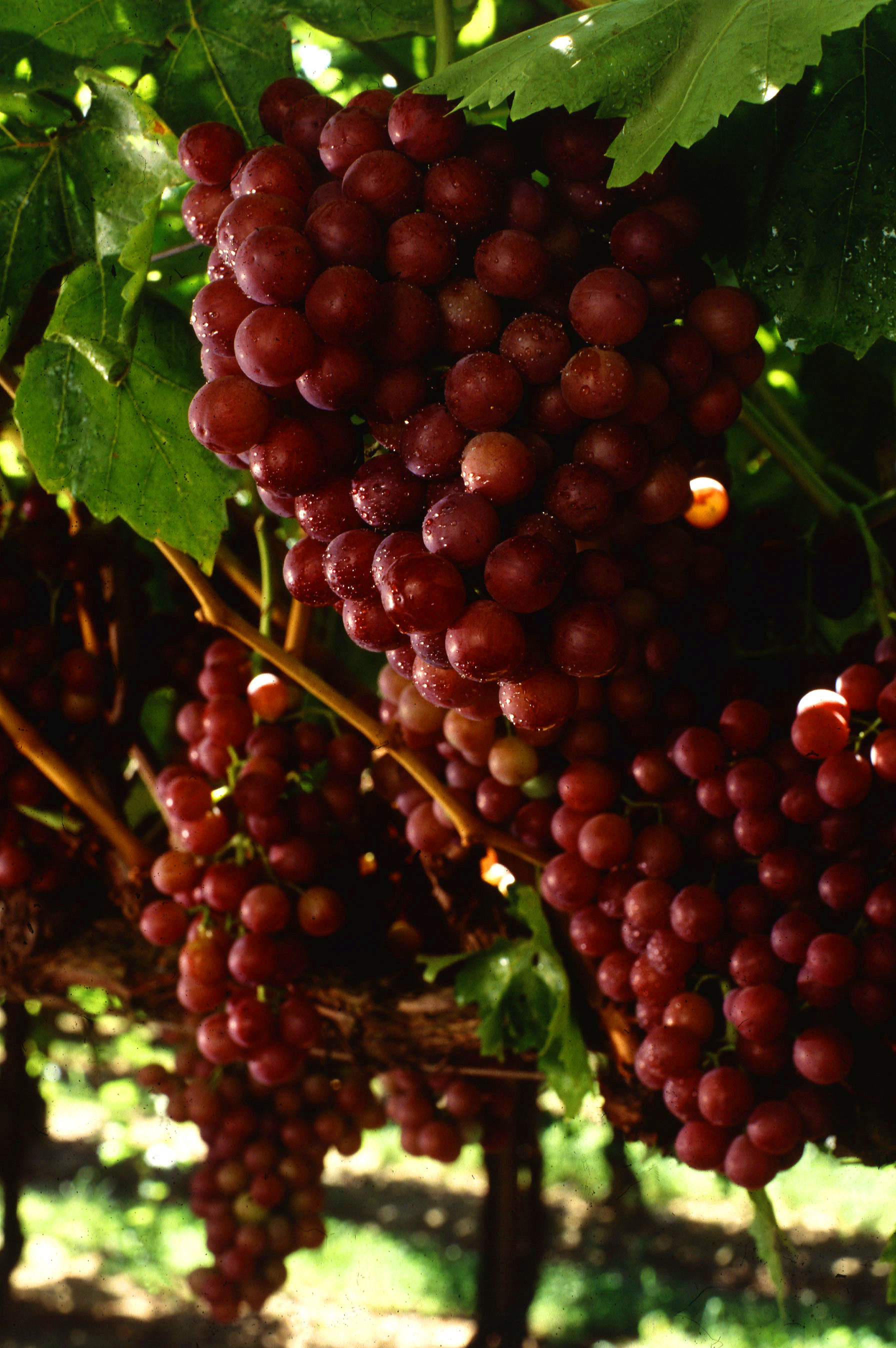
виноград після поливу
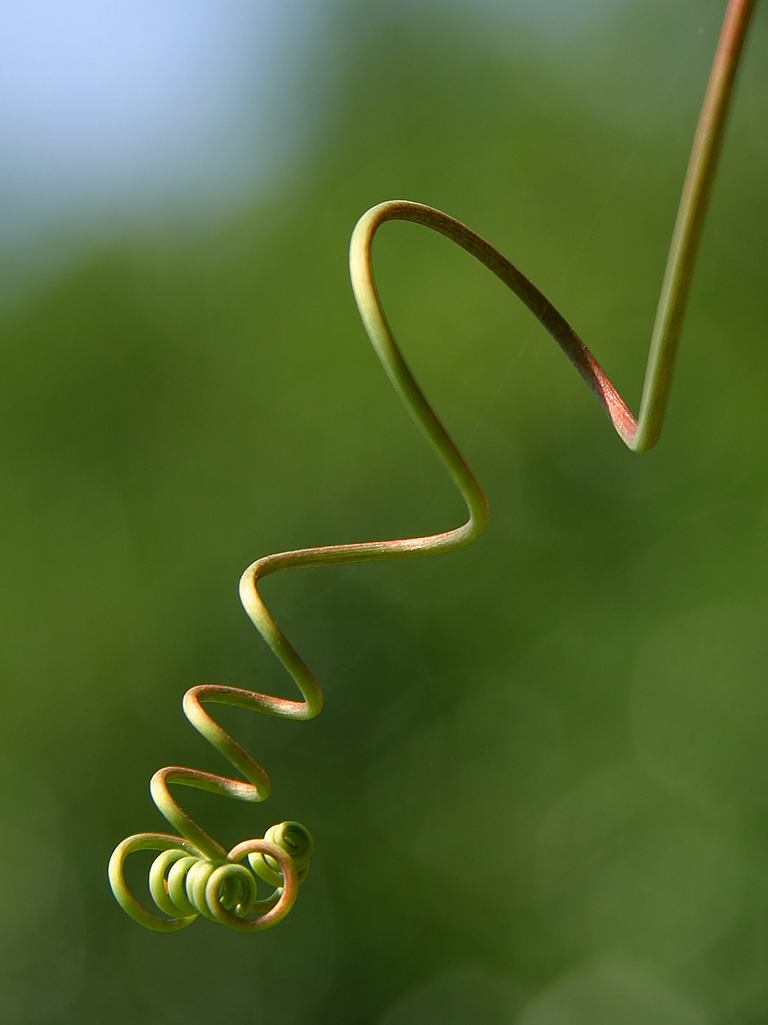
вус виноградний
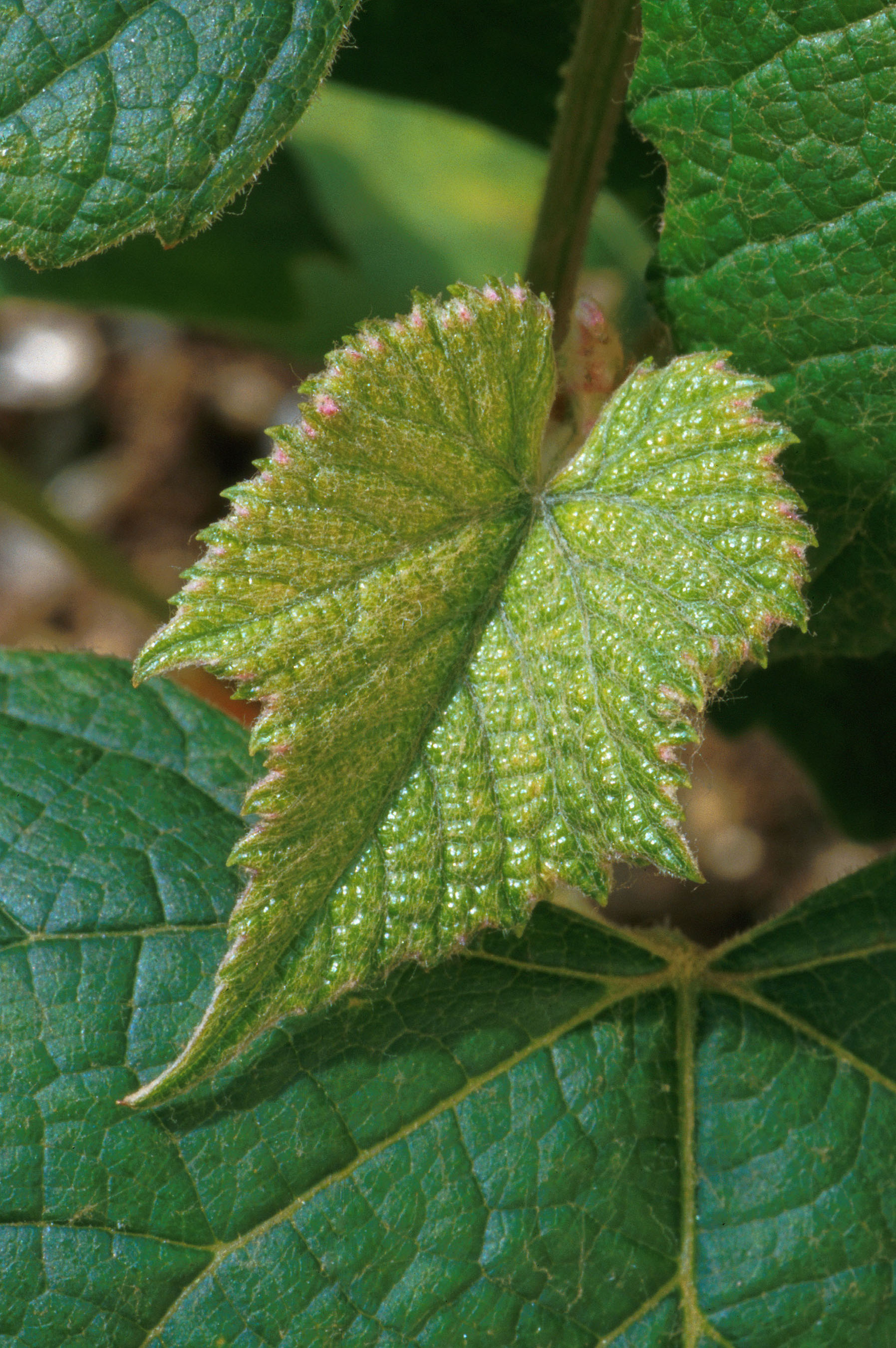
молодий лист
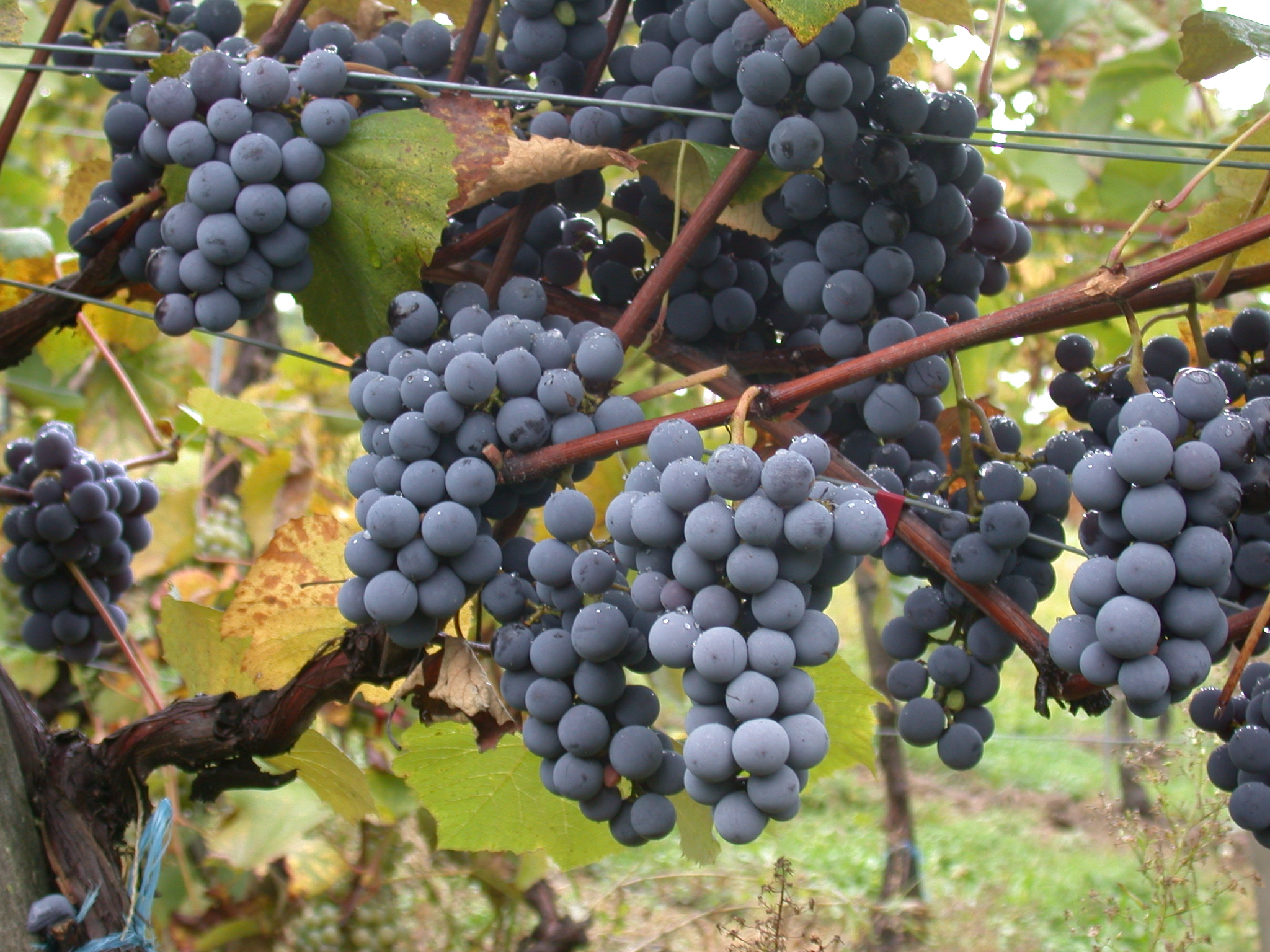
стиглий врожай
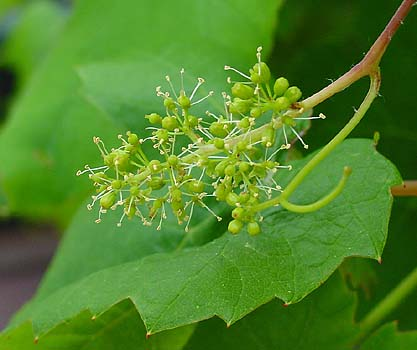
зав'язь
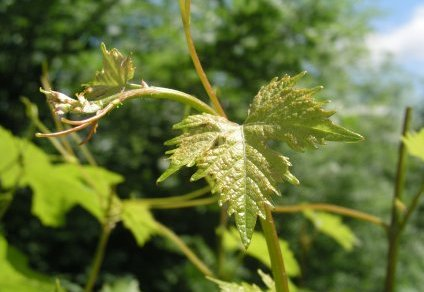
верхівка пагона
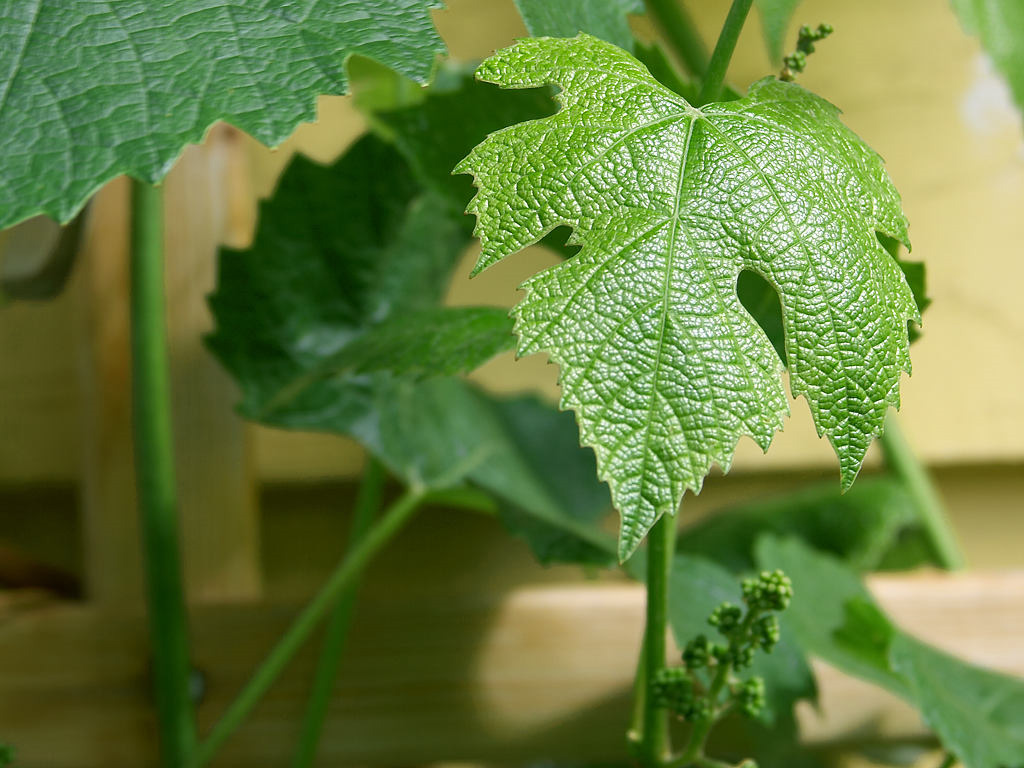
молода лоза
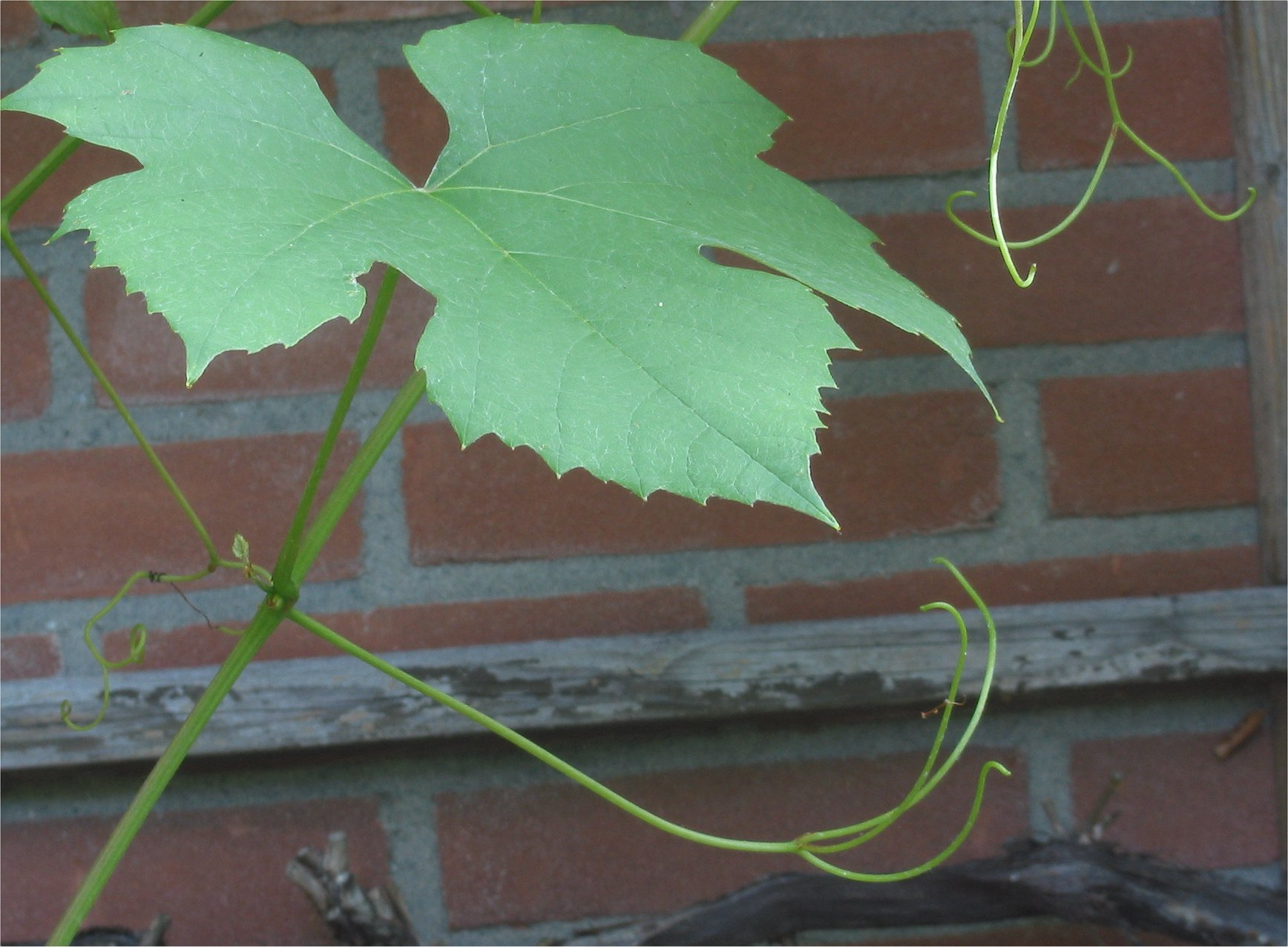
вус на пагоні